# الکس رودریگز (بازیکن فوتبال اسپانیایی)
الکس رودریگز (انگلیسی: Alex Rodríguez؛ زادهٔ ۱ اوت ۱۹۹۳) بازیکن فوتبال اهل اسپانیا است.
از باشگاه‌هایی که در آن بازی کرده‌است می‌توان به باشگاه فوتبال ولینگتون فونیکس، باشگاه فوتبال بوآویشتا، و باشگاه فوتبال ساندرلند اشاره کرد.